# 335799 Zonglü
335799 Zonglü è un asteroide della fascia principale. Scoperto nel 2007, presenta un'orbita caratterizzata da un semiasse maggiore pari a 2,6821854 UA e da un'eccentricità di 0,2020778, inclinata di 13,67293° rispetto all'eclittica.